# Bolostromus riveti
Espèce
Bolostromus riveti est une espèce d'araignées mygalomorphes de la famille des Cyrtaucheniidae.

## Distribution
Cette espèce est endémique d'Équateur. Elle se rencontre dans les provinces de Chimborazo et de Pichincha.

## Description
Les mâles mesurent de 12 à 14 mm.
Le mâle décrit par Dupérré en 2023 mesure 7,69 mm.

## Étymologie
Cette espèce est nommée en l'honneur de Paul Rivet.

## Publication originale
- Simon, 1903 : « Études arachnologiques. 34e Mémoire. LVI. Descriptions de deux espèces nouvelles de la famille des Avicularides recueillis dans l'Ecuador par M. le Dr Rivet et faisant partie des collections du Muséum de Paris. » Annales de la Société Entomologique de France, vol. 72, p. 314 (texte intégral).